# Бертхолд V (Церинген)
Бертхолд V (на немски: Berthold V von Zähringen, Berchthold V, * 1160, † 18 февруари 1218, Фрайбург в Брайзгау) е последният херцог на Церинген (1186 – 1218) от род Церинги.

## Биография
Той е единственият син на херцог Бертхолд IV (1152 – 1186) и Хайлвиг от Фробург († пр. 1183).
Бертхолд V наследява баща си през 1186 г., побеждава в началото бургундските благородници и заселва земите в Бернер Оберланд. През 1191 г. той основава град Берн, който става негов център на управление.
През 1198 г. е избран от малка група в кралския избор в Кьолн като наследник на Хайнрих VI, но се отказва в полза на Филип Швабски след някои обещания. През 1200 г. Бертхолд V започва да разширява градската църква във Фрайбург, която получава тогава името Фрайбургски Мюнстер. Там е погребан през 1218 г.
Бертхолд V не оставя потомци. Фамилните собствености на Церингите се наследяват от графовете на Кибург и на Урах, женени за сестрите му Агнес († 1239) и Анна. Град Берн става свободен имперски град.

## Фамилия
Бертхолд се жени през 1212 г. за Клеменция от Оксон (* 1190, † сл. 1235), дъщеря на граф Стефан III от Оксон († 1241) от Дом Бургундия-Иврея и първата му съпруга Беатрис дьо Тирн († 1227), дъщеря на граф Вилхелм II от Шалон († 1203). Нямат деца.
Вдовицата му Клеменция се омъжва за граф Еберхард фон Кирхберг след смъртта му през 1218 или 1219 г.